# 愛の軌跡〜ラヴラインズ
『愛の軌跡〜ラヴラインズ』（原題：Lovelines）は、カーペンターズが1989年に発表したアルバム。カレン・カーペンターの没後にリリースされたアルバムとしては3作目で、カーペンターズのデビュー20周年を記念してリリースされた。

## 解説
「ラヴラインズ」「イフ・ウィ・トライ」「愛の想い出」「イフ・アイ・ハド・ユー」の4曲は、カレン・カーペンターがフィル・ラモーンのプロデュースで制作したソロ・アルバム『遠い初恋』（発表は1996年）のために録音された音源をリミックスして先行発表したものであり、リチャード・カーペンターは演奏には参加していない。
他の8曲は、1977年から1980年にかけてカーペンターズとして録音した、未発表のカヴァー・ソング。「ホエン・アイ・フォール・イン・ラヴ」と「リトル・ガール・ブルー」の2曲は、1978年にABCテレビが放映した特別番組『Space Encounters』のために録音されたが、同番組では「リトル・ガール・ブルー」のみ使用され、「ホエン・アイ・フォール・イン・ラヴ」は1980年放映の特別番組『Music, Music, Music』でお披露目となった。
本作は、アメリカや日本ではチャート・インを果たせなかったが、イギリスでは1週のみチャート・インし、73位に達した。本作からは「ホノルル・シティ・ライツ」「イフ・アイ・ハド・ユー」がシングルとしてリリースされたが、いずれもアメリカではチャート・インしなかった。「ホノルル・シティ・ライツ」は本作からさかのぼること3年前の1986年にシングルとして単独発売されていた。

## 収録曲
1. ラヴラインズ - "Lovelines" (Rod Temperton) - 4:28
2. 愛のゆくえ - "Where Do I Go From Here?" (Parker McGee) - 4:24
3. アンインヴァイテッド・ゲスト - "The Uninvited Guest" (Buddy Kaye, Jeffrey Tweel) - 4:24
4. イフ・ウィ・トライ - "If We Try" (Rod Temperton) - 3:42
5. ホエン・アイ・フォール・イン・ラヴ - "When I Fall in Love" (Edward Heyman, Victor Young) - 3:08
6. キス・ミー・ザ・ウェイ - "Kiss Me the Way You Did Last Night" (Lynda L. Lawley, Margaret Dorn) - 4:03
7. 愛の想い出 - "Remember When Lovin' Took All Night" (John Farrar, Molly-Ann Leikin) - 3:47
8. あなたがすべて - "You're the One" (Steve Ferguson) - 4:13
9. ホノルル・シティ・ライツ - "Honolulu City Lights" (Keola Beamer) - 3:19
10. スロー・ダンス - "Slow Dance" (Mitch Margo) - 3:35
11. イフ・アイ・ハド・ユー - "If I Had You" (Steve Dorff, Gary Harju, Larry Herbstritt) - 3:57
12. リトル・ガール・ブルー - "Little Girl Blue" (Richard Rodgers, Lorenz Hart) - 3:24

## 参加ミュージシャン
- カレン・カーペンター - ボーカル
- リチャード・カーペンター - ボーカル、キーボード
- ピート・ジョリー - キーボード
- グレッグ・フィリンゲインズ - キーボード(on 1. 4.)
- ボブ・ジェームス - キーボード(on 7. 11.)
- ロブ・マウンジー - キーボード(on 7. 11.)
- トニー・ペルーソ - ギター
- ティム・メイ - ギター
- エリック・ジョーンズ＝ラスムッセン - ギター(on 1. 4.)
- デヴィッド・ウィリアムス - ギター(on 1. 4.)
- デヴィッド・ブラウン - ギター(on 7. 11.)
- ラッセル・ジェイヴァース - ギター(on 7. 11.)
- ジェイ・ディー・マネス - スティール・ギター
- ジョー・オズボーン - ベース
- ルイス・ジョンソン - ベース(on 1. 4.)
- ダグ・ステッグマイヤー - ベース(on 7.)
- ロン・タット - ドラムス
- カビー・オブライエン - ドラムス
- ジョン・ロビンソン - ドラムス(on 1. 4.)
- リバティ・デヴィート - ドラムス(on 7. 11.)
- パウリーニョ・ダ・コスタ - パーカッション
- ラルフ・マクドナルド - パーカッション(on 1. 4. 11.)
- アイアート・モレイラ - パーカッション(on 7.)
- マイケル・ブレッカー - サックス(on 11.)
- ジョン・フィリップス - フルート
- アール・ダムラー - オーボエ、イングリッシュホルン
- ゲイル・レヴァント - ハープ
- The O. K. Chorale - バッキング・ボーカル(on 3. 9.)
- サイーダ・ギャレット - バッキング・ボーカル(on 6.)